# Rathaus (Marktschorgast)

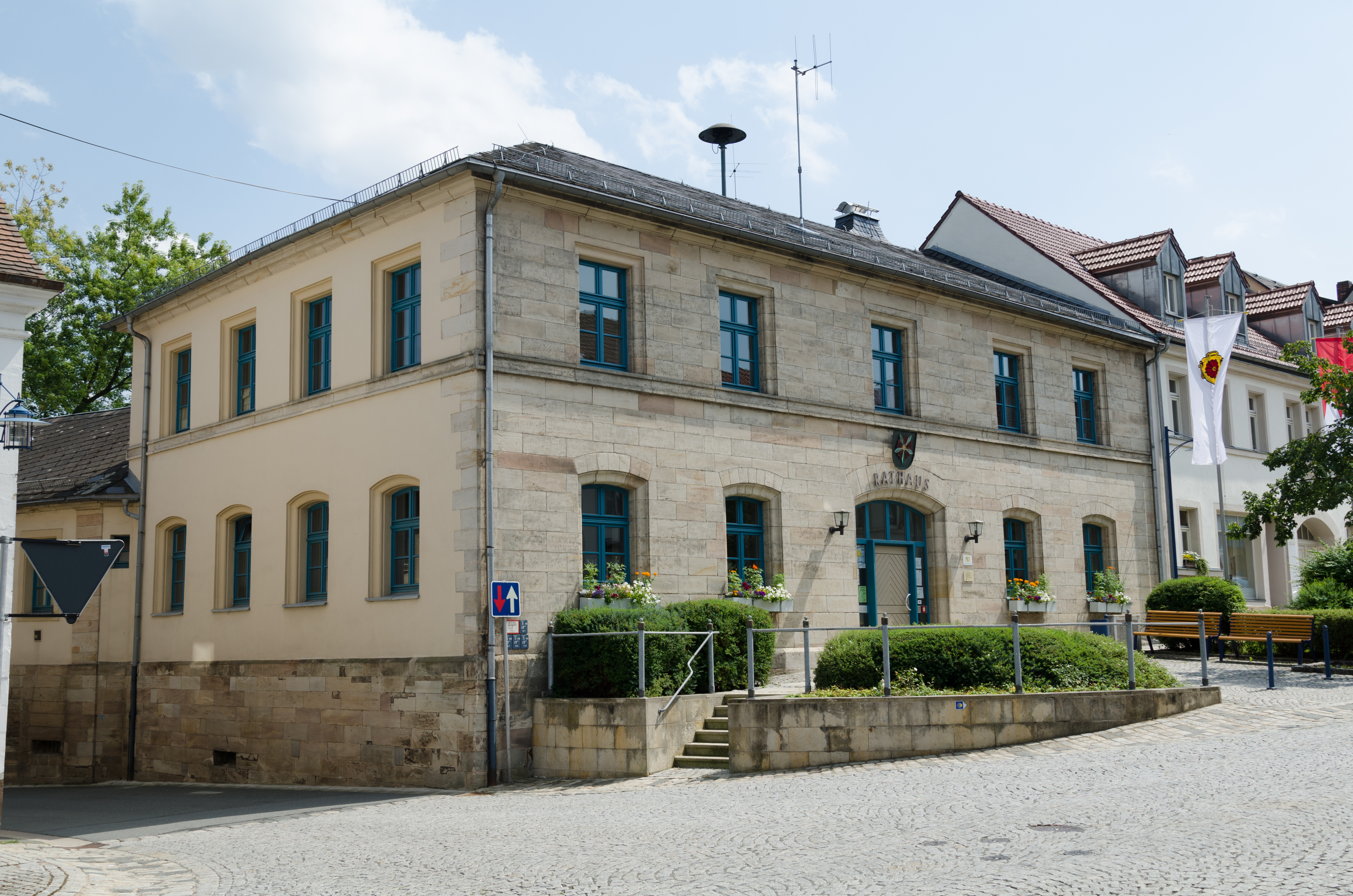
Rathaus in Marktschorgast

Das Rathaus in Marktschorgast, einer Marktgemeinde im oberfränkischen Landkreis Kulmbach in Bayern, wurde kurz nach 1840 errichtet. Das Rathaus am Marktplatz 17 ist ein geschütztes Baudenkmal. 
Der zweigeschossige Walmdachbau mit Hausteinfassade und Tordurchfahrt hat vier zu fünf Fensterachsen. 
Die alte Rathausbauinschrift im Inneren mit der Jahreszahl 1712 stammt vermutlich vom Vorgängerbau.